# 西林街道 (佳木斯市)
西林街道，是中华人民共和国黑龙江省佳木斯市向阳区下辖的一个乡镇级行政单位。佳政函【2016】29号文件曾将西林街道撤销，各社区由向阳区直辖。2020年3月，佳木斯市民政局决定恢复设立西林街道。

## 行政区划
西林街道下辖以下地区：
安民社区、光明社区、新谊社区、南湖社区、永平社区和永丰社区。